# Katarzyna Ziętal

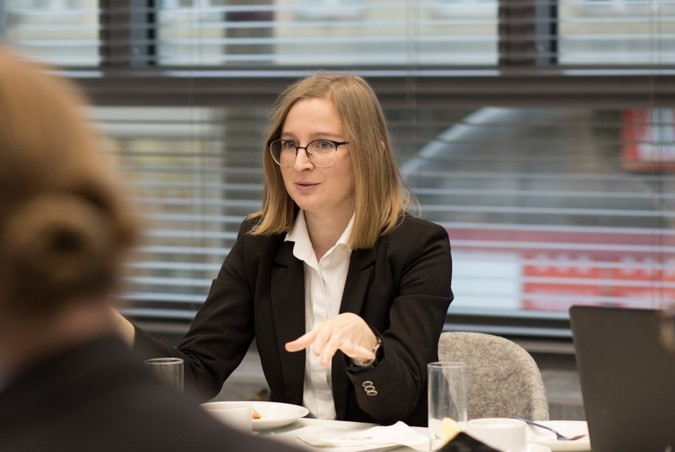
Katarzyna Ziętal prowadzi spotkanie Grupy ds. wzmacniania trwałości zbiorów społecznych

Katarzyna Ziętal (ur. 1984) – polska historyczka, menadżerka kultury, pionierka dziedziny archiwistyki społecznej w Polsce, od 2020 dyrektorka Centrum Archiwistyki Społecznej.
W 2008 ukończyła studia na Uniwersytecie Warszawskim na kierunku Historia o specjalizacji Archiwistyka.
Od roku 2007 pracowała w Fundacji Ośrodka KARTA: najpierw jako archiwistka w Archiwum Opozycji, następnie od 2012 jako koordynatorka projektów związanych z archiwistyką społeczną i kierowniczka działu odpowiedzialna za stworzenie i realizację koncepcji rozwoju dziedziny. Idea ogólnopolskiego wsparcia dla archiwów społecznych była podejmowana przez prezesa Ośrodka KARTA, Zbigniewa Gluzę oraz Alicję Wancerz-Gluzę począwszy od roku 2002, ale jej realizacja była możliwa dopiero od roku 2012.
W roku 2019 pełniła funkcję pełnomocniczki Zarządu Ośrodka KARTA ds. powołania Centrum Archiwistyki Społecznej, Od roku 2020 pełni funkcję dyrektorki CAS, państwowej instytucji kultury współprowadzonej przez Fundację Ośrodka KARTA oraz Ministerstwo Kultury i Dziedzictwa Narodowego. Członkini Rady Archiwalnej działającej przy Naczelnej Dyrekcji Archiwów Państwowych w kadencji 2020-2023.
Główna redaktorka pierwszego polskiego podręcznika archiwistyki społecznej. Współtwórczyni Otwartego Systemu Archiwizacji. Organizatorka Kongresów Archiwów Społecznych. Koordynatorka powstania bazy archiwów społecznych.
Autorka kilkudziesięciu tekstów o archiwistyce społecznej. Według jej koncepcji archiwistyka społeczna to dziedzina życia społecznego obejmująca inicjatywy oddolne na rzecz dokumentowania historii, zakładająca partycypację społeczną przy tworzeniu archiwum. W publikowanych tekstach podkreśla znaczenie archiwistyki społecznej do budowania wspólnoty wokół własnej historii, przywracania więzi międzypokoleniowej i budowania tożsamości społeczności lokalnych.
Zwyciężczyni w konkursie Mazowiecki Menedżer Kultury 2024 w kategorii I.